# 天津东丽足球俱乐部
天津东丽足球俱乐部成立於2006年5月6日，是中國一支已解散的半职业足球俱乐部，位于天津市，球队的主体育场为东丽体育中心，它現時是天津市唯一一支由体育局管辖的足球队。首次參加的中国足球乙级联赛是在2006年，但它僅在北區预赛九支球队中排在第七名，2007年俱乐部獲得天津市奥瑞克电梯制造有限公司岀資冠名。

## 外部連結
天津市东丽区体育局 